# Río Kukenan
Le río Kukenan est une rivière du Venezuela qui coule dans le Sud-Est du pays. Elle prend sa source aux pieds du tepuy Kukenan, dont elle tire son nom, et du mont Roraima, alimentée par les nombreuses cascades qui dégringolent de leurs falaises. Il prend une direction générale vers l'ouest puis se jette dans le Caroní, lui-même affluent de l'Orénoque.